# Sarcoscypha coccinea
Pézize écarlate
Espèce
La pézize écarlate (Sarcoscypha coccinea) est un champignon ascomycète de la famille des Sarcoscyphaceae. Elle est largement distribuée dans l'hémisphère nord, et on l'a signalée sur tous les continents. Elle est reconnaissable par sa forme en coupe, dont l'intérieur rouge écarlate est à l'origine de ses noms scientifique et vernaculaire. Comestible médiocre, elle aurait des propriétés hémostatiques en usage externe utilisés traditionnellement par certains Indiens d'Amérique.

## Taxinomie
Le champignon a été décrit sous de nombreux noms et sa nomenclature reste compliquée et débattue. Sa première apparition dans la littérature est l'œuvre du naturaliste italien Giovanni Antonio Scopoli en 1772, qui le nomme Helvella coccinea. À la même époque, il est mentionné sous les noms de Peziza coccinea (Nikolaus Joseph von Jacquin, 1774) et de Peziza dichroa (Theodor Holmskjold, 1799). En 1821, Samuel Frederick Gray le cite comme Macroscyphus coccineus. Le genre Sarcoscypha est créé en 1885 par Émile Boudier. Le nom binominal Sarcoscypha coccinea est ensuite cité comme espèce type pour ce genre par Jean Baptiste Émil Lambotte (1889), Pier Andrea Saccardo (1889), puis Boudier lui-même (1907). L'espèce est ainsi citée dans la littérature mycologique du XXIe siècle sous trois formes différentes :
- Sarcoscypha coccinea (Scop.) Lambotte, 1889 ;
- Sarcoscypha coccinea (Scop.) Sacc., 1889 ;
- Sarcoscypha coccinea (Gray) Boud., 1907.

## Description
Initialement sphériques, les ascocarpes (appelés apothécies) prennent ensuite une forme en coupe peu profonde, avec des bords enroulés. Ils mesurent entre 2 et 5 cm de diamètre. La surface intérieure est lisse et rouge écarlate, passant à l'orange lorsqu'elle est sèche. La surface extérieure (excipulum) est blanchâtre à rosée et furfuracée ou tomenteuse. Le stipe, lorsqu'il est présent, est corpulent et peut atteindre 4 cm de long (s'il est profondément enfoui) pour 0,3 à 0,7 cm d'épaisseur. Il est blanchâtre et tomenteux. Certains champignons ont une pigmentation réduite ou absente : ces formes peuvent être orange, jaunes ou même blanches (variété albida). Aux Pays-Bas, des apothécies blanches ont été trouvées poussant dans les polders.

### Espèces proches
| |  |  |
| Sarcoscypha dudleyi (gauche) et Sarcoscypha austriaca (droite) ressemblent beaucoup à la pézize écarlate. |  |  |

Sarcoscypha coccinea présente de nombreuses similitudes avec les espèces voisines du genres, qui nécessitent généralement l'usage de microscopie pour leur identification. Dans sa zone de distribution, elle peut être confondue avec Sarcoscypha austriaca, Sarcoscypha jurana et Sarcoscypha macaronesica et la confusion entre les quatre espèces est courante dans la littérature mycologique. Sarcoscypha macaronesica est une espèce endémique de Macaronésie, poussant quasiment exclusivement sur les branches mortes de Lauracées. Sarcoscypha jurana, quant à elle, est inféodée au bois de tilleul mais Sarcoscypha coccinea croît également sur ce substrat. Finalement, Sarcoscypha austriaca possède une plasticité écologique tout aussi diversifiée que celle de Sarcoscypha coccinea. En plus des critères écologiques, la distinction entre ces espèces passe par l'observation de la taille et de la forme des ascospores, de la forme des poils du bord de l'apothécie et la germination des ascospores.

## Écologie, habitat et distribution

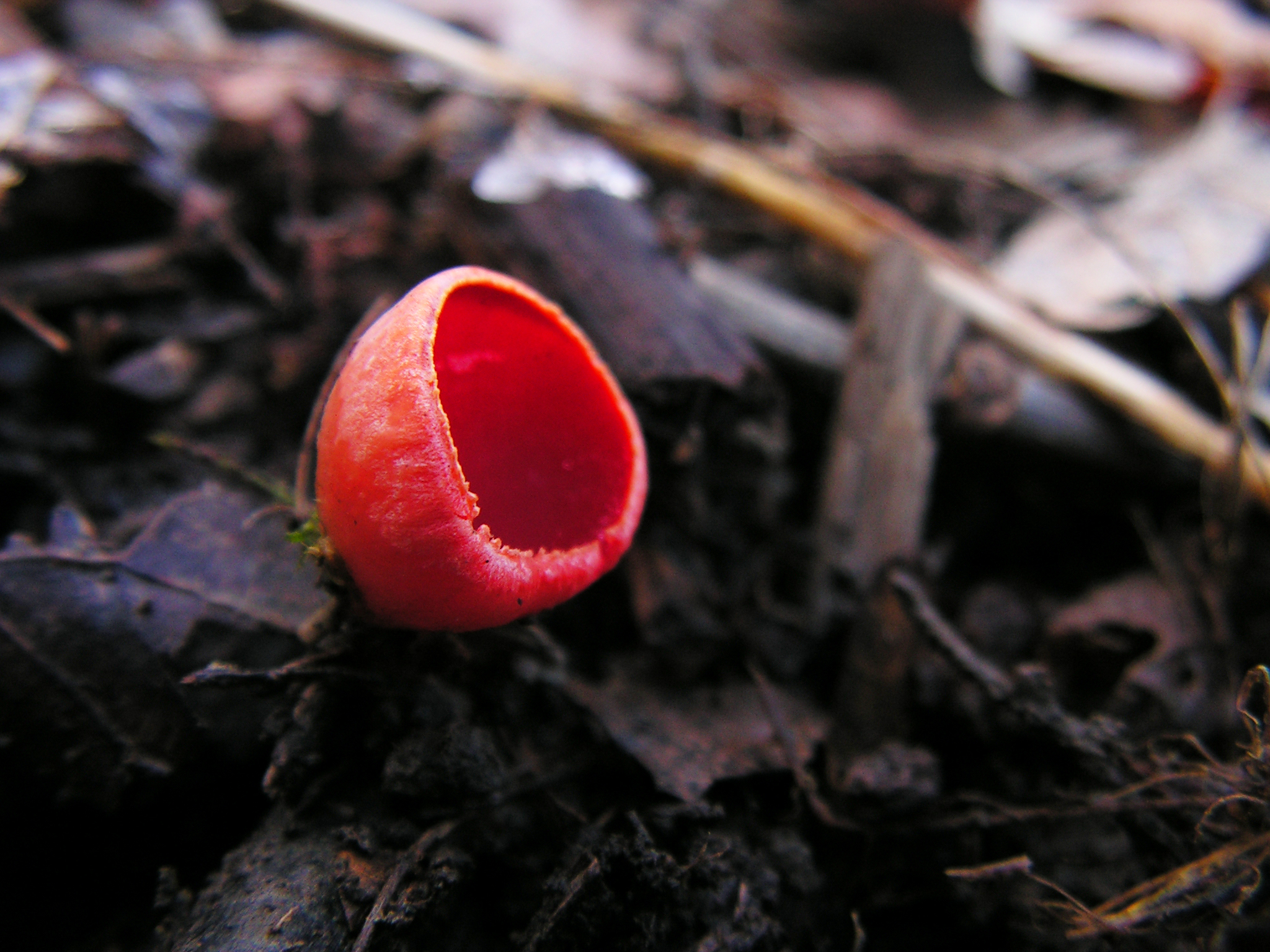
Saprophyte, la pézize écarlate pousse sur des branches mortes.

C'est une espèce saprotrophe qui pousse sur des matières ligneuses en décomposition provenant de divers arbres et arbustes : Rosacées (haies d'aubépines, de ronces, de prunelliers), hêtres, noisetiers, saules, ormes et chênes (en Méditerranée). La pézize écarlate est visible en hiver et au début du printemps.
Le champignon a une large distribution dans l'hémisphère nord, et se trouve en Afrique, Asie et en Europe. Elle est devenue très rare sur les îles Britanniques.

## Usages humains
La pézize écarlate est donnée comme comestible par certains auteurs. Jugée médiocre ou sans intérêt, elle peut éventuellement servir à garnir un plat.
Elle était par contre utilisée comme champignon médicinal par les Indiens Onneiouts et peut-être par d'autres tribus des Six-Nations iroquoises. Après avoir été séchée et broyée en poudre, elle était appliqué comme styptique sous des bandages en peau de cerf tannée, en particulier sur les nombrils des nouveau-nés qui ne guérissaient pas correctement après la rupture du cordon ombilical.